# Convenția de la Viena privind indicatoarele și semnalele rutiere
Convenția privind semnalele și semnalele rutiere, cunoscută în mod obișnuit drept Convenția de la Viena privind semnalele și semnalele rutiere, este un tratat multilateral menit să crească siguranța rutieră și să ajute traficul rutier internațional prin standardizarea sistemului de semnalizare a traficului rutier (indicatoare rutiere, semafoare și marcaje drumuri) în uz internațional.
Această convenție a fost convenită de Consiliul Economic și Social al Organizației Națiunilor Unite în cadrul Conferinței sale privind traficul rutier de la Viena 7 octombrie - 8 noiembrie 1968, a fost încheiată la Viena la 8 noiembrie 1968 și a intrat în vigoare la 6 iunie 1978. Această conferință a produs și Convenția de la Viena privind traficul rutier, care completează această legislație prin standardizarea legislației internaționale privind traficul.
Convenția a revizuit și extins substanțial Protocolul de la Geneva din 1949 privind semnele și semnalele rutiere, însuși, bazat pe rând pe Convenția de la Geneva din 1931 privind unificarea semnalelor rutiere.
În 2003 au fost adoptate modificări, inclusiv noi dispoziții privind lizibilitatea semnelor, prioritate la sensurile giratorii și noi semne pentru îmbunătățirea siguranței în tuneluri.
Atât Convenția de la Viena, cât și Protocolul de la Geneva au fost formate conform consensului asupra semnelor de circulație rutieră care au evoluat în principal în Europa occidentală continentală din secolul XX Pentru a o face cât mai universală, convenția permite unele variații, de exemplu, semnele de avertizare de pericol pot fi un diamant triunghiular sau pătrat în formă, iar marcajele rutiere pot fi albe sau galbene.
Deși majoritatea membrilor ONU nu au ratificat tratatul complet, semnele și principiile legale consacrate de acesta constituie baza dreptului traficului în majoritatea locurilor.
O convenție alternativă numită SADC-RTSM, furnizată de Comunitatea de dezvoltare sud-africană, este utilizată de 10 țări din sudul Africii. Multe dintre regulile și principiile SADC-RTSM sunt similare cu cele ale Convenției de la Viena.
În Statele Unite, semnele se bazează pe Manual on Uniform Traffic Control Devices privind dispozitivele de control uniform al traficului. Acesta este principalul standard concurent al convenției ONU. Semnele în MUTCD sunt orientate mai mult către text, deși câteva pictograme în MUTCD provin din protocolul de la Viena. Canada și Australia au semne rutiere bazate substanțial pe MUTCD. În America de Sud, semnalizarea rutieră este influențată de ambele sisteme.

## Reguli

### Indicatoare rutiere
În articolul 2 convenția clasează toate indicatoarele rutiere într-o serie de categorii (A – H):
- A: Semne de avertizare
- B: Indicatoare de prioritate
- C: Indicatoare de interzicere sau restricție
- D: Indicatoare de obligare
- E: Indicatoare de reglementare
- F: Informații, facilități sau semne de serviciu
- G: Indicatoare de orientare și informare
- H: Indicatoare adiționale

Convenția stabilește apoi culori, dimensiuni și forme precise pentru fiecare dintre aceste clase de semne:
| Clasa semnului                               | Forma                                       | Fundal                          | Conturul                 | Mărime                                      | Simbol                                                                                     | Exemple |
| -------------------------------------------- | ------------------------------------------- | ------------------------------- | ------------------------ | ------------------------------------------- | ------------------------------------------------------------------------------------------ | ------- |
| Indicator de avertizare                      | Triunghi echilateral                        | Alb sau galben                  | Roșu                     | 0.9 m (mare), 0.6 m (mic)                   | Variază; Negru sau albastru închis                                                         |         |
| Indicator de avertizare                      | Romb                                        | Galben                          | Negru                    | 0.6 m (mare), 0.4 m (mic)                   | Variază; Negru sau negru închis                                                            |         |
| Semne de prioritate                          |                                             |                                 |                          |                                             |                                                                                            |         |
| Indicator Cedează trecerea                   | Triunghiul echilateral inversat             | Alb sau galben                  | Roșu                     | 0.9 m (mare), 0.6 m (mic)                   | Fără                                                                                       |         |
| Indicator stop                               | Octogon                                     | Roșu                            | Alb                      | 0.9 m (mare), 0.6 m (mic)                   | Stop† scris în alb                                                                         |         |
| Indicator stop                               | Rotund                                      | Alb sau galben                  | Roșu                     | 0.9 m (mare), 0.6 m (mic)                   | Stop† scris în negru sau albastru închis în interiorul unui triunghi roșu inversat         |         |
| Drum cu prioritate                           | Romb                                        | Alb                             | Negru                    | 0.5 m (mare), 0.35 m (mic)                  | Pătrat galben sau portocaliu                                                               |         |
| Finalul drumului cu prioritate               | Romb                                        | Alb                             | Negru                    | 0.5 m (mare), 0.35 m (mic)                  | Pătrat galben sau portocaliu cu linii diagonale negre sau gri care traversează semnul      |         |
| Prioritate pentru traficul din sens opus     | Rotund                                      | Alb sau galben                  | Roșu                     | Nespecificat                                | Săgeata neagră care indică direcția cu prioritate, săgeată roșie care indică direcția fără |         |
| Prioritate față de traficul din sensul opus  | Dreptunghi                                  | Albastru                        | Fără                     | Nespecificat                                | Săgeata albă care indică direcția cu prioritate, săgeată roșie care indică direcția fără   |         |
| Indicatoare de interzicere sau restricție    |                                             |                                 |                          |                                             |                                                                                            |         |
| Interzicere sau restricție standard          | Rotund                                      | Alb sau galben                  | Roșu                     | 0.6 m (mare), 0.4 m (mic)                   | Variază; negru sau albastru închis                                                         |         |
| Interzisă parcarea                           | Rotund                                      | Albastru                        | Roșii                    | 0.6 m (mare), 0.2 m (mic)                   | Fără                                                                                       |         |
| Interzisă parcarea                           | Rotund                                      | Alb sau galben                  | Roșu                     | 0.6 m (mare), 0.2 m (mic)                   | Litera inițială sau ideogramă pentru a indica parcarea; negru sau albastru închis          |         |
| Oprirea interzisă                            | Rotund                                      | Albastru                        | Roșu                     | 0.6 m (mare), 0.4 m (mic)                   | Fără                                                                                       |         |
| Sfârșitul tuturor restricțiilor              | Rotund                                      | Alb sau galben                  | Fără                     | 0.6 m (mare), 0.4 m (mic)                   | Linie diagonală neagră sau gri                                                             |         |
| Indicatoare de obligare                      |                                             |                                 |                          |                                             |                                                                                            |         |
| Obligatorii standard                         | Rotund                                      | Albastru                        | Fără, alb                | 0.6 m (mare), 0.4 m (mic), 0.3 m (very mic) | Diverse, alb                                                                               |         |
| Obligatorii standard                         | Rotund                                      | Alb sau galben                  | Roșu                     | 0.6 m (mare), 0.4 m (mic), 0.3 m (very mic) | Variază, negru sau albastru închis                                                         |         |
| Indicatoare de reglementare                  |                                             |                                 |                          |                                             |                                                                                            |         |
| Toate semnele                                | Dreptunghiular                              | Albastru                        | Nespecificat             | Nespecificat                                | Diverse, alb                                                                               |         |
| Toate semnele                                | Dreptunghiular                              | Alb                             | Nespecificat             | Nespecificat                                | Diverse, Negru                                                                             |         |
| Informații, facilități sau semne de serviciu |                                             |                                 |                          |                                             |                                                                                            |         |
| Toate semnele                                | Nespecificat                                | Albastru sau verde              | Nespecificat             | Nespecificat                                | Variază, pe dreptunghiul alb sau galben                                                    |         |
| Indicatoare de orientare și informare        |                                             |                                 |                          |                                             |                                                                                            |         |
| Indicatoare de informare                     | Dreptunghiular, uneori cu vârful de săgeată | Alb                             | Nespecificat             | Nespecificat                                | Diverse, întunecat                                                                         |         |
| Indicatoare de informare                     | Dreptunghiular, uneori cu vârful de săgeată | Negru                           | Nespecificat             | Nespecificat                                | Variază, alb                                                                               |         |
| Autostrăzi                                   | Dreptunghiular                              | Albastru sau verde              | Nespecificat             | Nespecificat                                | Diverse, alb                                                                               |         |
| Temporar                                     | Dreptunghiular                              | Galben sau portocaliu           | Nespecificat             | Nespecificat                                | Variază, negru                                                                             |         |
| Panouri adiționale                           |                                             |                                 |                          |                                             |                                                                                            |         |
| Toate panourile                              | Nespecificat                                | Alb, albastru sau galben        | Negru, albastru sau Roșu | Nespecificat                                | Variază, negru sau albastru închis                                                         |         |
| Toate panourile                              | Nespecificat                                | Negru, Roșu sau albastru închis | Alb, albastru sau galben | Nespecificat                                | Variază alb, albastru sau galben                                                           |         |
| Clasa semnului                               | Forma                                       | Fundal                          | Contur                   | Mărime                                      | Simbol                                                                                     | Exemple |

† Pot fi scrise în Engleză sau limba națională
De asemenea, se specifică simbolurile și pictogramele care pot fi utilizate și orientările în care pot fi utilizate. Când sunt disponibile mai multe, trebuie utilizat același la nivel național. Toate semnele, cu excepția celor care nu se aplică noaptea, trebuie să fie suficient de reflective pentru a fi văzute în întuneric, cu farurile de la distanță.

### Marcaje rutiere
Convenția specifică, de asemenea, marcajele rutiere. Toate marcajele respective trebuie să aibă o înălțime mai mică de 6 mm, reflectoarele ochi de pisică nu mai mult de 15 mm deasupra suprafeței drumului. Marcajele rutiere trebuie să fie albe sau galbene.
Lungimea și lățimea marcajelor variază în funcție de scop, deși nu sunt indicate cifre exacte pentru dimensiuni; drumurile din zonele construite ar trebui să utilizeze o linie întreruptă pentru divizarea benzii, în timp ce liniile continue trebuie utilizate numai în cazuri speciale, cum ar fi vizibilitatea redusă sau căile de transport înguste.
Toate cuvintele pictate pe suprafața drumului ar trebui să fie fie nume de loc, fie cuvinte recunoscute în majoritatea limbilor, cum ar fi „Stop” sau „Taxi”.

### Semafor
Convenția specifică culorile pentru semafoare și semnificațiile lor, iar locurile și scopurile pot fi utilizate, astfel:
| Tip                  | Forma                                  | Culoare | Culoare                 | Poziția | Explicație |
| -------------------- | -------------------------------------- | ------- | ----------------------- | --- | --- |
| Nu sunt intermitente | Simplu                                 |         | Verde                   | La intersecție                                                                                             | Continuă |
| Nu sunt intermitente | Simplu                                 |         | Galben                  | La intersecție, trecerea la nivel cu calea ferată, pod batant, aerport, pompieri sau terminal de feribot   | Stop dacă este posibil |
| Nu sunt intermitente | Simplu                                 |         | Roșu                    | La intersecție                                                                                             | Stop |
| Nu sunt intermitente | Simplu                                 |         | Roșu și galben          | La intersecție                                                                                             | Semnalul este pe cale să se schimbe (de obicei spre Verde)                                                                             |
| Nu sunt intermitente | Săgeată îndreptată spre stânga         |         | Verde                   | La intersecție                                                                                             | Poate continua doar traficul la stânga                                                                                                 |
| Nu sunt intermitente | Săgeată îndreptată spre dreapta        |         | Verde                   | La intersecție                                                                                             | Poate continua doar traficul la dreapta                                                                                                |
| Nu sunt intermitente | Săgeată îndreptată în sus              |         | Verde                   | La intersecție                                                                                             | Doar traficul pe direcția înainte poate continua                                                                                       |
| Nu sunt intermitente | Săgeată îndreptată în jos              |         | Verde                   | Deasupra benzii                                                                                            | Traficul poate continua pe bandă |
| Nu sunt intermitente | Cruce (×)                              |         | Roșu                    | Deasupra benzii                                                                                            | Este posibil ca traficul să nu intre pe banda (banda închisă)                                                                          |
| Nu sunt intermitente | Săgeată îndreptată în diagonală în jos |         | Galben sau alb          | Deasupra benzii                                                                                            | Banda se închide la scurt timp înainte, schimbă banda în direcția săgeții                                                              |
| Intermitente         | Simplu                                 |         | Dublu roșu (alternativ) | La trecerea la nivel cu calea ferată, podul batant, aeroport, stația de pompieri sau terminalul de feribot | Stop |
| Intermitente         | Simplu                                 |         | Alb                     | La trecere                                                                                                 | Continuă |
| Intermitente         | Simplu                                 |         | Galben (Intermitent)    | Oriunde, cu excepția intersecției                                                                          | Continuați cu precauție |
| Intermitente         | Simplu                                 |         | Galben (Intermitent)    | La intersecție                                                                                             | Prioritatea este determinată de Drumul prioritar sau semnalele de cedează trecerea sau dacă nu există se acordă prioritate de dreapta. |

Luminile intermitente roșii pot fi utilizate numai în locațiile specificate mai sus; orice altă utilizare a luminilor încalcă convenția. Luminile roșii trebuie să fie așezate în partea de sus atunci când luminile sunt stivuite vertical sau pe partea cea mai apropiată de traficul recepționat, dacă sunt stivuite orizontal.

## Țările semnatare
Convenția are 68 de state semnatare din august 2016: Albania, Austria, Bahrain, Belarus, Belgia, Bosnia și Herțegovina, Bulgaria, Republica Centrafricană, Chile, Coasta de Fildeș, Croația, Cuba, Cipru, Republica Cehă, Republica Democrată din Congo, Danemarca, Estonia, Finlanda, Franța, Georgia, Germania, Grecia, Ungaria, India, Iran, Irak, Italia, Kazahstan, Kuweit, Kârgâzstan, Letonia, Liberia, Lituania, Luxemburg, Macedonia de Nord, Moldova, Mongolia, Muntenegru, Maroc, Olanda, Nigeria, Norvegia, Pakistan, Paraguay, Filipine, Polonia, Portugalia, România, Rusia, San Marino, Senegal, Serbia, Seychelles, Sierra Leone, Slovacia, Slovenia, Sri Lanka, Surinam, Suedia, Elveția, Tadjikistan, Tunisia, Turkmenistan, Turcia, Ucraina, Emiratele Arabe Unite, Uzbekistan și Vietnam.
Regatul Unit al Marii Britanii și Irlandei de Nord a ratificat Convenția asupra circulației rutiere de la Viena din 1968 la data de 28 martie 2018, Convenția urmând a intra în vigoare pentru Regatul Unit al Marii Britanii și Irlandei de Nord la 28 martie 2019.
Singurele țări din Europa care nu sunt semnatare ale Convenției sunt Irlanda, Andorra, Malta și Liechtenstein. Islanda, Spania și Sfântul Scaun sunt toate semnatare, dar încă nu au ratificat Convenția.
Singurele țări din Asia care nu sunt semnatare ale Convenției sunt Bangladesh, Myanmar, Malaezia, Republica Chineză (Taiwan), Republica Populară Chineză (inclusiv Hong Kong și Macau), Japonia, Israel, Palestina, Arabia Saudită, Iordania, Liban , Siria, Armenia, Yemen, Oman, Coreea de Nord și Afganistan. Cambodgia, Indonezia, Laos, Coreea de Sud și Thailanda sunt toate semnatare, dar încă nu au ratificat Convenția.
Alte țări nu au semnat convenția, însă au adoptat în mod voluntar unele dintre aceste semne ale convenției de la Viena. Statele Unite, de exemplu, au introdus semnul de oprire octogonală în rețeaua sa rutieră, în ciuda adoptării tratatului din 1968.

## Legături externe
Materiale media legate de Convenția de la Viena privind indicatoarele și semnalele rutiere la Wikimedia Commons
- Ratifications
- Full text of convention
- Consolidated text of convention including diagrams
- Amendments adopted in 2003